# Школа № 1 (Мелітополь)
Загальноосвітня школа № 1 — школа І-ІІІ ступенів у місті Мелітополь Запорізької області.

## Історія
Школа заснована в 1978 році. 2000 року стала україномовною. У 2003 році школа уклала угоду про співпрацю з Мелітопольським інститутом державного та муніципального управління, Мелітопольським державним педагогічним університетом та іншими вишами міста. У 2004 році в школі відкрито профільні суспільно-гуманітарні класи (з 8 по 10), в 2006 до них додалися 10 класи природничого профілю.
Закупити комп'ютери для школи міська влада обіцяла приблизно з 2001 року. У 2006 році вчителька Тамара Петрова виграла для школи комп'ютерний клас на 15 комп'ютерів на конкурсі есе, організованому компанією Samsung Electronics. У 2012 році за рахунок міського бюджету було куплено ще один комп'ютерний клас для молодших школярів.

## Діяльність
У літні місяці на базі школи традиційно працює літній табір.

## Директори
- Кобка (1978-1996)
- Вагіс Олег Вікторович (з 1996) [6]